# LibreWolf
LibreWolfは、プライバシーとセキュリティを重視した、Firefoxのフォークである。FOSSであり、MPL 2.0のライセンスで提供されている。

## 開発
LibreWolfは、2020年3月7日にLinuxオペレーティングシステム向けに最初にリリースされた。LibreWolfプロジェクトの目標は、よりプライバシーを重視したFirefoxフォークを作成することであった。コミュニティによって管理されているWindowsバージョンはその1年後にリリースされ、その後すぐにmacOSポートがリリースされた。ほとんどのLinuxディストリビューションでは、FlatpakとAppImage経由でインストールできる。また、一部のディストリビューションでは、デフォルトのパッケージマネージャ経由でも利用できる。Windowsでは、Microsoft Store、winget、Chocolatey、Scoop、または.exeファイル経由でインストールできる。macOSでは、LibreWolfはHomebrew経由または.dmgファイル経由でインストールできる
。

## 機能
LibreWolfにはテレメトリや自動更新が含まれておらず、Pocketなどの特定の機能は無効になっている。スポンサー付きのショートカットは存在しない。
デフォルトでは、LibreWolfはブラウザを閉じるとユーザーのCookieと履歴を削除するが、その機能は無効にすることができる。LinuxSecurityは、LibreWolfが一部のWebサイトと完全な互換性がない可能性があると指摘した。
デフォルトでは、LibreWolfのFirefox Syncは無効になっているが、LibreWolfの設定で有効にすることができる。
2022年のPrivacyTests.orgのウェブサイトによると、LibreWolfはBraveやTorブラウザと並んで、他のブラウザと比較して最もプライバシー保護が優れている。